# I'm Gwine ober de Mountain
"I'm Gwine ober de Mountain" ("I'm Going ober de Mountain"이라고도 불림)은 블랙 페이스의 민스트럴 쇼 작곡가 댄 모트가 쓴 미국의 노래이다. 이 노래는 "Away down south in de Kentuck brake"이라는 가사에서 알 수 있듯이 Dixie라는 노래의 시초일 것으로 추정된다. 비교하자면, "Dixie"는 "Away down south in Dixie"을 포함한다. 이 노래의 첫 구는 오래된 미국 노래인 The Spinning Wheel을 모델로 한 것일 것으로 추정된다.

## 노트
1. ↑  Quoted in Nathan 260.
2. ↑  Nathan 182.

## 참고 문헌
- Nathan, Hans (1962). Dan Emmett와 초기 흑인 민병대의 부상 . Norman : University of Oklahoma Press.